# Neue Selbständigkeit
Neue Selbständigkeit, auch Neue Selbstständigkeit geschrieben, ist ein seit den 1980er Jahren von unterschiedlichen Wissenschaftsdisziplinen identifizierter und seitdem untersuchter arbeitsweltlicher Begriff, mit dem unterschiedlichste neuartige Arbeitsformen bezeichnet werden, die sich durch ihre zunehmende Risikogebundenheit und Gestaltungsautonomie in Abgrenzung zum Normalarbeitsverhältnis der fordistischen Industriegesellschaft, aber auch im Unterschied zur konventionellen selbständigen Tätigkeit herausgebildet haben.
Formen Neuer Selbständigkeit gründen häufig auf der Entstehung neuartiger Tätigkeitsprofile, die auf persönlichen Wissensbeständen und Fähigkeiten basieren und vergleichsweise geringe Anforderungen an ökonomische und personelle Ressourcen stellen.

## Die Figur des Neuen Selbständigen
Die Neue Selbständigkeit ist vor allem durch die „domestication“ des Arbeitsplatzes gekennzeichnet. Darunter wird nicht nur das Ausüben der Arbeit von zuhause verstanden, sondern vor allem die Befreiung von Weisungsgebundenheit bei der Arbeitsausführung und ein höherer Freiheitsgrad bei Entscheidungen. Die ungeregelten Arbeitszeiten, die freie Gestaltung des Arbeitsablaufes und die wachsende Rivalität auf dem Arbeitsmarkt sind die Faktoren, welche den Neuen Selbständigen zur Entwicklung von flexiblen Arbeitsmodellen zwingen. Professionalität, Fachkenntnisse, Kreativität und Innovations- und Verwirklichungsfähigkeiten gehören zu den wichtigsten Eigenschaften des Neuen Selbständigen und zu den Grundelementen für den Einstieg in die selbständige Tätigkeit.

## Begriffsentwicklung
Der Begriff der Neuen Selbständigkeit wurde in den 1980er Jahren durch Gerd Vonderach geprägt und von der Soziologie aufgegriffen, die damit eine soziokulturell und beruflich heterogene Gruppe mit dem Ziel der eigenverantwortlich-alternativ organisierten Arbeit definierte. Mitte der 1990er Jahre beschreiben Arbeitsrechtler mit ihm eine Tendenz, Schutzrechte von Arbeitnehmern aufzuweichen und die damit einhergehende Prekarisierung der Erwerbsarbeit. Seit Ende der neunziger Jahre wird der Begriff speziell für die Welle von Selbständigen in der Informationstechnologie und im Multimediabereich, in Beratungsdienstleistungen und Medien verwendet. Allgemeiner wird der Begriff heute „in den Sozial- und Rechtswissenschaften […] für eine neue, vom traditionellen Sozialtypus des Selbstständigen abweichende Arbeits- und Lebensform verwendet, die sich seit Anfang der 1990er Jahre als Folge struktureller und organisationaler Veränderungsprozesse etabliert.“

## Formen

### Selbständige Arbeit
- Formen der Selbständigkeit sind insbesondere die altbekannten Freiberufler, Selbständige und Kleinbetriebe ohne Angestellte. Die neue Selbständigkeit ist geprägt durch Begriffe wie Freier Mitarbeiter (auch: Freelancer), E-Lancer, mehrfach Beschäftigte, Micropreneurs oder Netpreneurs. Diese Gruppen agieren auf dem Markt mit zumindest gelegentlich wechselnden Kunden und sind ökonomisch und organisatorisch weitgehend eigenständig. Kennzeichnend ist die typische Organisation der Arbeit: unter Einsatz von Informations- und Kommunikationstechnologien bieten sie projektbezogene Dienstleistungen auf Honorarbasis an.[8]
- Von Scheinselbständigkeit oder Festen Freien wird gesprochen, wenn Unternehmen bisher arbeitnehmerische Tätigkeiten auf formell Selbständige übertragen (sog. Outsourcing), die Arbeitskräfte aber in weitgehend wirtschaftlich-organisatorischer Abhängigkeit verbleiben.

### Die unabhängige Arbeit im Unternehmen
Auch in Unternehmen gibt es den Trend, dem Arbeitnehmer die Organisation der Arbeit zu überlassen (sog. lohn- und weisungsabhängige Formen der Arbeit mit erweiterter Autonomie). Diese Formen fallen zwar nicht direkt unter das Profil des Neuen Selbständigen, beide Erscheinungen sind jedoch als Ausdruck einer Entwicklung zu sehen, die sich durch gewählte oder erzwungene Verantwortungsverlagerung auf den „Arbeiter“ auszeichnet. Als Hintergrund wird das sog. Transformationstheorem ebenso gesehen wie die Notwendigkeit für Unternehmen, in einem schnellen, nahezu unkontrollierbaren Markt Organisationsprozesse, Strategieentwicklung und Ergebnisverantwortung möglichst auf den untersten Ebenen anzusiedeln und damit von der Unternehmensleitung auf den Mitarbeiter zu übertragen. Mit Transformationtheorem ist die Überführung des Arbeitspotentials in eine konkrete Arbeitsleistung gemeint, die nun verstärkt vom Mitarbeiter selbst vorgenommen werden soll. Leitbild ist der viel zitierte Intrapreneur oder Unternehmer im Unternehmen.
Folgende Formen der selbständigen Arbeit existieren im Unternehmen: Gruppenbezogene Arbeitsformen wie beispielsweise die Projektorganisation, Formen der zeitlichen und örtlichen Flexibilisierung von Arbeit (Telearbeit, Heimarbeit, Mobilarbeit als zeitweise Arbeit außerhalb des Betriebs, Zeitarbeit, Leiharbeit) und Cost- und Profit-Center-Modelle, die sich an Führungskräfte der mittleren Ebene richten.

## Branchen
Die klassischen Branchen neuer Selbständigkeiten können weitestgehend der Kultur- und Kreativwirtschaft zugerechnet werden. Hierzu zählen beispielsweise:
- Musikwirtschaft
- Buchmarkt
- Kunstmarkt
- Filmwirtschaft
- Rundfunkwirtschaft
- Markt für darstellende Künste
- Designwirtschaft
- Architekturmarkt
- Pressemarkt
- Werbemarkt
- Software-/Games-Industrie
- Eventbranche und Veranstaltungstechnik

Jedoch kommt es auch in anderen Bereichen wie beispielsweise der ambulanten Pflege oder der Informatik zu einem immer größeren Anteil selbständiger Arbeitskräfte. Generell wird angenommen, dass sich die Anzahl der Selbständigen auch in anderen Wirtschaftsbereichen weiter erhöhen wird.

## Der Neue Selbständige auf dem Arbeitsmarkt

### Abgrenzung zu den klassischen Arbeitsrollen
Der neue Selbständige verortet sich zwischen den klassischen Arbeitsrollen des Unternehmers, des klassischen Selbständigen und des Arbeitnehmers.
- Mit der Figur des Unternehmers gemeinsam haben die neuen Selbständigen, dass sie in Bezug auf ihr eigenes Arbeitsvermögen und das eingesetzte Kapital unternehmerisch handeln. Sie sind für die Produkt- oder Projektentwicklung und den Erfolg verantwortlich und stehen ständig in einer Kunde-Auftragnehmer-Beziehung.[11]

- Von der Rolle des „alten“ Selbständigen grenzt der neue Selbständige sich insbesondere durch die verstärkte Vermarktlichung von Arbeits- und Leistungsverhältnissen ab. „Freie Berufe umfassen in der Regel ein eng umrissenes, berufsstrategisch abgeschottetes Feld privilegierter Erwerbstätigkeit als typisches Ergebnis von Professionalisierungsstrategien.“[12] Die neuen Selbständigen sind zwar typischerweise in bestimmten Branchen vertreten, mit ihnen sind aber in keiner Weise klare Berufsprofile oder Privilegien verbunden.

- Im Gegensatz zum fordistischen Arbeitnehmer bewegt sich der postfordistische Auftragnehmer entweder frei auf dem Markt oder gliedert sich an ein Unternehmen an, das marktliche Strukturen in die Beziehung zum Arbeitenden integriert. Arbeitsinhalt, Arbeitsplatz und Arbeitszeit sind kaum noch vordefiniert oder vorgegeben, abgeglichen wird das Arbeitsergebnis über die Form des Honorars.[13]

### Vor- und Nachteile der Neuen Selbständigkeit
Zu den Vorteilen, wegen derer die selbständige Arbeit heutzutage im Vergleich zur Lohnarbeit an Attraktivität gewinnt, zählen:
- die Entscheidungsfreiheit bei der Wahl des Arbeitsplatzes,
- ungeregelte Arbeitszeiten,
- weisungsfreies Ausüben der gewählten Tätigkeiten,
- autonome Entscheidungsfindung,
- Harmonisierung des Privat- und Arbeitslebens,
- reduzierte Fahrzeit und Fahrtkosten.

Die Neue Selbständigkeit hat gegenüber der Lohnarbeit auch Nachteile. Erwähnenswert ist beispielsweise das große Geschäftsrisiko, das jeder Selbständige eingehen muss. Die Unsicherheit, gestärkt durch Marktmechanismen und große Konkurrenz, und die Angst vor Verschuldung und Insolvenz sind ständige Begleiter. Schließlich ist der Neue Selbständige weder in das staatliche System der Sozialversicherung eingegliedert noch wird er durch Arbeitsschutz-, Kündigungsschutz- oder Entgeltschutzgesetze erfasst.

### Bewältigungsstrategien der Neuen Selbständigen

#### Soziale Netzwerke
Ein Netzwerk:
- 1. ist ein sozialer Rahmen, der eine stabilisierende Funktion hat,
- 2. es bietet sozialen Rückhalt,
- 3. es lässt einen wirtschaftlichen Gewinn auf lange Sicht erwarten und
- 4. es nimmt eine Schlüsselfunktion bei der Kundenakquise ein.[16]

Es kann aber nicht davon ausgegangen werden, dass ein soziales Netzwerk die Versorgungsfunktion übernimmt. Es kann jedoch als Gegenbewegung zur zunehmenden sozialen Diskontinuität verstanden werden.
Die Akteure leben nicht mehr in einer „langfristigen Ordnung“, sondern müssen sich auf ein „neues Regime kurzfristiger Zeit“ (Drift) einlassen, wollen sie im modernen Kapitalismus bestehen. So weicht diese Deregulierung bestehende institutionelle Muster immer weiter auf und es entstehen netzwerkartige Strukturen, welche weniger schwerfällig als dauerhafte Strukturen sind. Die Konsequenz der Fluidität ist ein Erleben von Widersprüchlichkeiten: einerseits werden neue Gestaltungsspielräume eröffnet, gleichzeitig wird die Selbstbestimmung jedoch von neuen Anspruchsbeziehungen, sozialen Verhaltensnormen und wirtschaftlichen Zwängen begrenzt. Diese neue Form der Arbeitsbeziehung erfordert modifizierte Beziehungs- und Bindungsstile, da der Akteur häufigen Bindungs- und Loslösungsanforderungen (soziale Dimension der Diskontinuität) ausgesetzt ist. Dieser psychische Spagat, den ein Akteur vollbringen muss, erklärt wahrscheinlich die Vorliebe der Neuen Selbständigen für relativ stabile Netzwerkkonstruktionen.
Ein Netzwerk stellt eine Form von Kapital dar: das soziale Kapital. Es ist „abhängig von den direkten und indirekten Beziehungen, die ein Akteur zu anderen Akteuren in einem Netzwerk unterhält.“ In diesem Zusammenhang spricht Mark Granovetter von der Stärke schwacher Beziehungen. Er nennt das Begriffspaar von strong ties und weak ties. Während die starken Bindungen Solidarität und Vertrauen generieren, sind schwache Bindungen weniger redundant. Sie liefern neue Informationen und sind in der Lage große Lücken zu überbrücken und daher wichtig für Mobilitäts-, Modernisierungs-, Innovations- und Diffusionsprozesse.
Auch die Wissenschaft hat sich mit dem Phänomen der Netzwerke als Sozialkapital beschäftigt. Die Forschung hat eine Menge an unterschiedlichen Modellen hervorgebracht. U.a. knüpfen diese Netzwerkansätze an Arbeiten von Pierre Bourdieu (1983), James Samuel Coleman (1990), Ronald Burt (1992) und Robert Putnam (2000) an. Wie jedes Kapital, kann auch das Sozialkapital in andere Kapitalien, Güter oder Leistungen umgesetzt werden.

#### Coworking
Sogenannte Coworking-Spaces finden sich bereits in vielen Großstädten. Grundgedanke dieser Gemeinschaftsbüros ist die räumliche Entgrenzung des proprietären Arbeitsplatzdenkens. Aufbauend auf der Idee einer Bürogemeinschaft als soziales Netzwerk, erhofft man sich durch die Arbeit verschiedenster Projekte und Akteure auf engem Raum einen verbesserten Wissenstransfer, Synergieeffekte durch Kooperationen oder die Inkubation neuer Projekte.
Bekannte Coworking-Spaces in Europa sind beispielsweise das Betahaus in Berlin, das Basement in Kopenhagen oder Le Bureau in London.

## Wirtschaftliche und gesellschaftliche Entstehungsbedingungen

### Dienstleistungs- und Wissensgesellschaft, technologische Entwicklung und Unternehmensstrategie
Vier wirtschaftliche Faktoren gelten als entscheidend: die Entwicklung zur Dienstleistungs- und zur Wissensgesellschaft, die neuen Informations- und Kommunikationstechnologien und das sich an komplexe Marktstrukturen anpassende unternehmerische Verhalten.
- Mit der Entwicklung zur Dienstleistungsgesellschaft wächst für Selbständige der Arbeitsmarkt.[23] Zum einen werden sach- oder personenbezogene Dienstleistungen ihrer Natur nach in kleinunternehmerischer oder selbständiger Form erbracht. Zum andern werden die wachstumsstarken produktionsorientierten Dienstleistungen (Produktindividualisierung, Serviceumfang) häufig ausgelagert.
- Mit der Wissensgesellschaft ist der Begriff des knowledge workers[24] verbunden, der wie kaum eine andere Figur für die Arbeitsweise des Neuen Selbständigen steht. Einzig angewiesen auf seinen PC als Arbeitsinstrument und Werkzeug der Arbeitsorganisation, kann sein einziges Produkt eine gute Idee sein. Sein Leistungsangebot umfasst meist die Produktion, Verarbeitung, Verteilung und Verwaltung von Informationen.
- Der technologische Fortschritt hat die Arbeitsorganisation stark verändert.[25] Die neuen Informations- und Kommunikationstechniken und leistungsfähigere Computer ermöglichen selbständige Tätigkeit, indem sie Arbeitsort und Betriebsstätte zunehmend entkoppeln oder die Anbindung an ein Unternehmen gar obsolet werden lassen. In diesen Zusammenhang fügt sich das Konzept des sog. virtuellen Unternehmens ein, das als solches nur noch eine (virtuelle) Plattform für eine produkt- oder projektbezogene Zusammenarbeit mehrerer Betriebe oder Personen bietet.
- Durch die auf den immer dynamischer und komplexer werdenden Markt ausgerichteten Unternehmensstrategien der Rationalisierung (Outsourcing) und Flexibilisierung seit den 80er Jahren entstehen Marktchancen für Kleinstunternehmen und Selbständige. Heute ist unternehmerische Wertschöpfung auf ständiges Lernen, Kundennähe und kurze Reaktionszeiten angewiesen: „Um das Ziel der spontanen Adaption zu erreichen, muss die Unternehmensführung den Markt in das Unternehmen hineinlassen und möglichst ungefiltert an die weitestgehend selbstständigen Leistungseinheiten weiterleiten.“[26]. Damit lockern sich die Grenzen zwischen Unternehmen und Umwelt und ermöglichen weit reichende Integration.

### Krise der Erwerbsgesellschaft und Wertewandel
Die Krise der Erwerbsgesellschaft wird ebenso als gesellschaftliche Grundlage für die neue Selbständigkeit angesehen wie der Wertewandel von materialistischen zu postmaterialistischen Orientierungen.
- „Der „Trend zur Selbständigkeit“ entsteht in der Phase der Normalisierung der Massenarbeitslosigkeit… Selbständigkeit erscheint als Chance und Alternative zur unsicheren Arbeitnehmerkarriere bzw. zur Arbeitslosigkeit.“[25] Flexible Arbeitsformen, phasenweise Arbeitslosigkeit und selbständige und freiberufliche Tätigkeit verdrängen das Normalarbeitsverhältnis. Dieses verliert seine hohe soziale Prägekraft: Sicherung des individuellen Einkommens, Strukturprinzip der Sozialsysteme, Generierung des sozialen Status und Grundlage eines gesellschaftlich akzeptierten Wertesystems von Reziprozität und Gerechtigkeit. Der Wunsch nach selbstorganisierter Arbeit wird auch als Bemühen gedeutet, die hohe biographische Bedeutung des Lebensbereichs Beruf zu erhalten.[27] In diesem Zusammenhang sei auch auf die Theorie der Neuen Arbeit nach Frithjof Bergmann hingewiesen.
- Hauptthese der Vertreter des Wertewandels ist, dass insbesondere die Befriedigung der Grundbedürfnisse zu veränderten Ansprüchen an die Arbeit in Richtung von Selbstbestimmung und Sinnbezug (sog. postmaterialistische Werte) geführt hat. Typischerweise kennzeichnet den Neuen Selbständigen „…weder instrumentelles Lohnarbeitsbewusstsein noch bürokratische oder professionelle Aufgabenidentifizierung, noch säkularisierter Arbeits- und Berufsethos.“[6] Er verwirklicht hohe Freiheitsgrade hinsichtlich Arbeitsinhalten, -organisation und -umfeld. Gleichsam verlangen diese sogenannten postkonventionellen Arbeitseinstellungen eine vollständige Individualisierung von Belastungen, Verantwortung und Kompetenzen- also ein starkes Maß an Selbststeuerung, Selbstreflexivität und Selbstregulierung.

## Neue Selbständigkeit und Sozialpolitik
Von sozialpolitischer Bedeutung ist die Neue Selbständigkeit einerseits aufgrund der häufig unstetigen Einkommensverhältnisse, andererseits aufgrund der hohen beruflichen und sozialen Mobilität der Neuen Selbständigen, die sich im verhältnismäßig häufigen Wechsel des Erwerbsstatus ausdrückt. Beides hat zur Folge, dass bei der Neuen Selbständigkeit eine breitere Einkommensstreuung vorliegt, als im Vergleich zu abhängig Beschäftigten und Selbständigen im klassischen Sinn. Die Einkommensstruktur Neuer Selbständiger zeichnet sich dabei durch eine hohe Anzahl niedriger und hoher Einkommen aus. Darüber hinaus sind Neue Selbständige nicht im gleichen Maß in korporatistische Strukturen eingebunden, wie traditionelle Selbständige (z. B. Handwerkskammer). Generell hat die soziale Heterogenität der Neuen Selbständigen zur Folge, dass diese über eine geringe bzw. keine zentralisierte Interessenvertretung verfügen. Aufgrund der mit diesen Umständen einhergehenden erhöhten Risiken prekärer Arbeitsverhältnisse, wird es mit steigender Bedeutung der Neuen Selbständigkeit in Zukunft immer wichtiger, deren sozialpolitische Position zu stärken. In Österreich geschah das schon 1998 durch den Einbezug als vierte grundlegende Form der Selbstständigkeit und der Einführung einer Pflicht-Kranken-, Unfall- und Pensionsversicherung und einer optionalen Arbeitslosenversicherung.

## Nationales

### Deutschland
Bezogen auf die Grundpfeiler des deutschen Sozialversicherungssystems, ergibt sich für Selbständige folgendes Bild. Statt einheitlicher Regeln existiert eine unsystematische Einbeziehung von selbständigen Minderheitsgruppen in die Sozialversicherungssysteme. Entweder besteht keinerlei Versicherungspflicht wie im Falle der Arbeitslosenversicherung, oder es gibt wie im Falle der gesetzlichen Altersvorsorge für einen Teil der Selbständigen (Hebammen, Landwirte, Binnenschiffer) obligatorische Sondersysteme. Für die restlichen etwa 75 Prozent besteht keinerlei Versicherungspflicht, wobei es seitens der neuen Regierung Pläne gibt, einen vereinfachten Zugang für Selbständige zur staatlich geförderten Altersvorsorge zu schaffen. Nur im Bereich der gesetzlichen Krankenversicherung wurde mit der Gesundheitsreform der großen Koalition aus dem Jahre 2007, eine für alle Selbständige geltende Versicherungspflicht eingeführt. Grundsätzlich sind Selbständige in Deutschland nicht umfassend in die sozialen Sicherungssysteme eingebunden. Dies wirkt sich besonders auf die Gruppe der Neuen Selbständigen negativ aus, da diese nur über eine schwach ausgeprägte Interessenorganisation verfügen und daher über keine gewichtige Stimme im politischen und gesellschaftlichen Diskurs verfügen.

### Österreich
In Österreich ist Neue Selbstständigkeit eine der vier möglichen Arten selbstständiger Erwerbstätigkeit, neben gewerblicher Erwerbstätigkeit, Urproduktion und freiberuflicher Tätigkeit. „Neu selbstständig“ ist jeder, der selbstständig arbeitet, jedoch kein Gewerbe angemeldet hat. Die präzise Definition ist sozialrechtlich:
Personen, die aufgrund einer betrieblichen Tätigkeit steuerrechtlich Einkünfte aus selbständiger Arbeit (§ 22, 23 EStG 1988) erzielen und die für diese Tätigkeiten keine Gewerbeberechtigung benötigen. (§ 2 Abs. 1 Z 4 GSVG)
Der Anlass dieser Definition ist, dass seit 1998 alle Selbstständigen in das GSVG einbezogen wurden, falls nicht schon eine Pflichtversicherung (nach GSVG oder einem anderen Sozialversicherungsgesetz, etwa durch einen freien Dienstvertrag) bestand. Es darf neben dieser Tätigkeit zusätzlich eine unselbstständige oder andere selbstständige Beschäftigung bestehen, weil diese Gruppe insbesondere auch für Nebenberufe, Minijobs und andere atypische Arbeitsverhältnisse geschaffen wurde. Neue Selbstständige sind typischerweise nach dem Gewerblichen Sozialversicherungsgesetz (GSVG) oder nach dem Freiberuflich-Selbständigen Gesetz (FSVG) pflichtversichert.
Den Neuen Selbstständigen zeichnet zumeist aus, dass sie:
- keinesfalls Mitglieder der Wirtschaftskammer (WKO) sind und
- Kammermitglieder eines freien Berufes sein können, aber nicht müssen.[35]

Die Neuen Selbstständigen unterliegen daher
- nicht der Gewerbeordnung (Ausnahmen nach § 2 GewO) oder gehören
- einem freien Berufsstand (kein Befähigungsnachweis notwendig) an.[35]

In der Praxis sind das:
- Selbstständig Erwerbstätige, die nicht Wirtschaftskammermitglied sind (und somit nicht als Gewerbetreibende versichert sein können)
- Freie Dienstnehmer, die sich eigener Betriebsmittel bedienen
- Werkvertragsnehmer ohne Kammermitgliedschaft, die nicht im Rahmen eines Dienstverhältnisses tätig sind
- Erwerbstätige Kommanditisten, die nicht der Pflichtversicherung nach dem ASVG unterliegen
- Persönlich haftende Gesellschafter von nicht Kammer-zugehörigen Personengesellschaften und geschäftsführende GmbH-Gesellschafter, die nicht nach dem ASVG versichert sind

Dabei können außer Personen auch Gesellschaften als Neue Selbstständige auftreten.
Die typischen Berufsfelder für Neue Selbstständige sind (Branchenliste der gewerblichen Sozialversicherungsanstalt für Neue Selbstständige): Beratende Berufe (Steuerberater, Buchhalter, Sachverständige, Vortragende, Aufsichtsräte usw.), Technische Berufe (wie Programmierer), Kaufmännische Berufe, Medienberufe (Journalisten, Webdesigner, u.s.f), Wissenschaft/Forschung, aber etwa auch Künstler und Schriftsteller, Psychotherapeuten, Hebammen u. a. m.
In Österreich gibt es etwa 40.000 Neue Selbstständige (Stand 2014), das sind etwa 8 % der Selbstständigen (475.000) und 1 % der Erwerbstätigen (4.175.000).